# ジョン・ダンクーム (政治家)
サー・ジョン・ダンクーム（英語: Sir John Duncombe PC、1622年7月20日洗礼 – 1687年3月4日）は、イングランド王国の政治家。庶民院議員（1660年 – 1679年）、兵站委員（在任：1664年 – 1670年）、大蔵卿委員（在任：1667年 – 1672年）、財務大臣（1672年 – 1676年）を歴任した。政治観は強い信念が少なかったものの、宗教問題では保守的な立場をとった。

## 生涯
ウィリアム・ダンクーム（William Duncombe、1655年没）と妻エリザベス（Elizabeth、旧姓ポインツ（Poyntz）、サー・ジョン・ポインツの娘）の次男（長男は父に先立って死去）として生まれ、1622年7月20日にバトルズデンで洗礼を受けた。1634年ごろから1638年ごろまでイートン・カレッジで教育を受けた後、1638年1月18日にケンブリッジ大学クライスツ・カレッジに入学した。1641年から1646年まで大陸ヨーロッパに滞在し、1643年にはライデン大学に入学している。1648年にチャールズ1世によりカリスブルックで騎士爵に叙され、1655年には父の死に伴いベッドフォードシャーでの領地を継承した。
1660年のイングランド王政復古に伴い1660年仮議会が成立すると、ベリー・セント・エドマンズ選挙区から出馬した。ベリー・セント・エドマンズでは長老議員が選管を務めており、候補4名のうち実際の当選者は庶民院の決定に委ねられたが、長老議員は選管としてトマス・チャップリンとジョン・クラークの当選を宣告した。これにより、開会のときはチャップリンとクラークが一旦議員に就任し、5月14日に庶民院が改めて裁定を下してサー・ヘンリー・クロフツとダンクームの当選を決定した。ダンクームは同年7月にベッドフォードシャーの治安判事に、8月ごろにベッドフォードシャー副統監に就任した。仮議会ではあまり活動的ではなかったが、1661年イングランド総選挙ではクロフツが引退、ハーヴィーとジャーミンが議員ではなく廷臣としての道を歩んだため、ダンクームは再選を果たした。
議会では宮廷を支持し、1661年から1679年までの騎士党議会で120回以上演説し、226の委員会に参加するなど活躍した。また、1662年ごろよりクロフツの甥にあたるサー・ヘンリー・ベネットを支持して、クラレンドン伯爵政権の財政政策を批判した。1663年に兵站総監サー・ウィリアム・コンプトンが死去すると、兵站総監の職が委員会制になり、ダンクームは1664年5月に兵站委員に任命された。ダンクームは兵站委員として、戦時中に火薬貿易を国営にする法案を提出し、庶民院で僅差で否決されたが、サミュエル・ピープスはダンクームを勤勉な人物であると賞賛した。チャールズ2世も兵站総監を委員会制にしたことが成功だったと感じて、1667年に大蔵卿の第4代サウサンプトン伯爵トマス・リズリーが死去すると大蔵卿の職も委員会制に変更し、同年5月にダンクームを大蔵卿委員（Lord of Treasury、下級大蔵卿）に任命した。また、同年5月22日には枢密顧問官にも任命した。『オックスフォード英国人名事典』はダンクームの大蔵卿委員任命を「政界を驚かした」（the political world was surprised）と形容した。下級大蔵卿には初代アシュリー男爵アントニー・アシュリー＝クーパー（1672年に初代シャフツベリ伯爵に叙爵）やサー・トマス・クリフォード（1672年に初代クリフォード男爵に叙爵）といった活動的な政治家も就任したため、ダンクームは相対的に霞み、また大蔵卿委員としてもサー・ウィリアム・コヴェントリーに頼りがちだったため第2代バッキンガム公爵ジョージ・ヴィリアーズの諷刺劇の標的になった。コヴェントリーがバッキンガム公爵に決闘を申し込んで、逆に枢密顧問官と下級大蔵卿を解任されてロンドン塔に18日間投獄された一方、ダンクームはこのときは留任した。
1670年に兵站委員を、1672年に大蔵卿委員を退任した。同年11月にシャフツベリ伯爵の後任として財務大臣に就任するが、この時代の財務大臣は後年と違って権限が少なかった。同年、議会の閉会中に国庫支出の一時停止が起こるが、シャフツベリ伯爵は自身と（自身の後任として財務大臣を務めた）ダンクームに責任がないとし、全ての責任を大蔵卿のクリフォード男爵に押し付けた。ただし、クリフォード男爵が1673年に追い込まれたのは審査法が原因だったとされる。クリフォード男爵の後任として大蔵卿に就任した第2代準男爵サー・トマス・オズボーン（1673年に初代ラティマー子爵に、1674年に初代ダンビー伯爵に叙爵）とは度々対立して、1674年に議会でダンビー伯爵に不利な証言をして、1675年末にダンビー伯爵が（野党が会合に使う）コーヒーハウスの禁止令を発すると、ダンクームは1676年1月にコーヒー商人が在庫処分の時間を求める請願を出した。これによりダンビー伯爵は1676年5月にヨーク公ジェームズとともにダンクームに辞任を迫った。ダンクームは2,000ポンドの年金を代償に辞任に同意したが、1678年に年金も失った。
1679年3月イングランド総選挙に出馬せず議員を退任、同年4月21日には枢密院から除名され、1680年にベッドフォードシャー副統監を退任した。1681年イングランド総選挙で第3代コーンウォリス男爵チャールズ・コーンウォリスの支持を受けてアイ選挙区から出馬した。アイ選挙区ではコーンウォリス男爵が2議席の支配を目指して、激しい選挙戦が度々行われ、1681年の総選挙も4人全員の当選が宣告されたため、最終決定が庶民院に委ねられたが、選挙申し立てが審議される前に議会が解散された。1683年ごろにベッドフォードシャーの治安判事を退任した。
1687年3月4日にバトルズデンで死去、6日に同地で埋葬された。遺産は長男ウィリアムが継承した。

## 人物
ダンクームが財務大臣を務めた時代は財務大臣に権限が少ない時期だったが、『オックスフォード英国人名事典』はダンクームが独創力のない人物で固い信念もなかったため、財務大臣の職に適していると評した。
政治観は強い信念が少なかったものの、宗教問題では保守的な立場をとり、1664年コンヴェンティクル法と1670年コンヴェンティクル法の成立に関与した。

## 家族
1646年7月12日、エリザベス・メイ（Elizabeth May、サー・ハンフリー・メイの娘）と結婚、7人の子女をもうけた。
- ウィリアム（1647年ごろ – 1704年4月13日） - 庶民院議員。1672年5月30日、ジェーン・コーンウォリス（Jane Cornwallis、1701年2月17日埋葬、初代コーンウォリス男爵フレデリック・コーンウォリス（英語版）の娘）と結婚、子供あり[7]